# D. A. N. Chase
De Lanson Alson Newton „D. A. N.“ Chase (* 26. April 1875 in Jay, Vermont; † 19. Oktober 1953 in Ottawa, Kansas) war ein US-amerikanischer Politiker. Zwischen 1925 und 1929 war er Vizegouverneur des Bundesstaates Kansas.

## Werdegang
D. A. N. Chase besuchte bis 1893 das Central Business College in Leavenworth (Kansas). Nach einem anschließenden Jurastudium an der Omaha School of Law und seiner 1901 erfolgten Zulassung als Rechtsanwalt begann er in diesem Beruf zu arbeiten. Später gründete er die Firmen D. A. N. Chase Motor Company, die Pleasanton Monument Company und die D. A. N. Chase Dry Goods Company. Außerdem wurde er Eigentümer der Firma Burke Printing Company in Fredonia. Er stieg außerdem in das Bankgewerbe ein und wurde Präsident der First National Bank of Pleasanton. Überdies wurde er in der Immobilienbranche tätig.
Politisch schloss sich Chase der Republikanischen Partei an. Neun Jahre lang war er Kämmerer des Schulbezirks von Pleasanton. Zwischen 1916 und 1920 saß er als Abgeordneter im Repräsentantenhaus von Kansas; von 1920 bis 1924 gehörte er dem Staatssenat an. 1924 wurde er an der Seite von Ben Paulen zum Vizegouverneur von Kansas gewählt. Dieses Amt bekleidete er zwischen dem 12. Januar 1925 und dem 14. Januar 1929. Dabei war er Stellvertreter des Gouverneurs. Im Jahr 1928 strebte er erfolglos die Nominierung seiner Partei für die Gouverneurswahlen an. Chase war Mitglied mehrerer Organisationen und Vereinigungen. Er starb am 19. Oktober 1953 in Ottawa.